# Sara Chmiel
Sara Chmiel-Gromala (ur. 14 lipca 1991 w Dąbrowie Tarnowskiej) – polska piosenkarka, aktorka musicalowa, kompozytorka i autorka tekstów, wokalistka zespołu Łzy (od 2011).

## Życiorys
Uczęszczała do Gimnazjum nr 1 im. Adama Mickiewicza w Dębicy oraz do II Liceum Ogólnokształcąceego w Dębicy. Jest absolwentką Szkoły Muzycznej I stopnia im. Krzysztofa Pendereckiego w Dębicy w klasie fortepianu.
W 2007 zajęła pierwsze miejsce na Międzynarodowym Festiwalu Młodych Talentów „Kaunas Talent” na Litwie. Zdobyła też pierwszą nagrodę na Międzynarodowym Festiwalu „Srebrna Yantra” oraz Grand Prix Międzynarodowego Festiwalu „Małe Gwiazdeczki” w Bułgarii. Była finalistką festiwalu „Nowa Fala” w Jurmale, a jej imię i nazwisko znalazło się w jurmalskiej Alei Gwiazd. Została obsadzona w roli Gabrieli Montez w musicalu High School Musical on stage (reż. Tomasz Dudkiewicz), w którym premierowo wystąpiła we wrześniu 2009 w Gliwickim Teatrze Muzycznym. W 2010 zagrała w musicalu Hair (reż. Wojciech Kościelniak) w Gliwickim Teatrze Muzycznym oraz współpracowała z Wojciechem Kościelniakiem przy jego autorskim musicalu Summertime, którego premiera odbyła się we wrześniu 2010 roku w Teatrze im. Wojciecha Bogusławskiego w Kaliszu.
Była wokalistką tercetu Mocha, z którym zdobyła drugą nagrodę w koncercie „Debiutów” na 46. Krajowym Festiwalu Piosenki Polskiej w Opolu (2009) i uczestniczyła w trzeciej edycji programu TVN Mam talent! (2010). Od 1 stycznia 2011 jest wokalistką zespołu Łzy, z którym wystąpiła publicznie po raz pierwszy osiem dni później podczas finału Wielkiej Orkiestry Świątecznej Pomocy w Warszawie. Do tej pory nagrała i wydała z grupą trzy albumy studyjne: Bez słów... (2011), Zbieg okoliczności (2014) i Łzy 20 (2016).
Była ambasadorką Światowych Dni Młodzieży 2016, organizowanych w Krakowie.
W maju 2023 z utworem „Ty i ja”, który nagrała z Gromee’em, zakwalifikowała się do koncertu „Premiery” w ramach 60. KFPP w Opolu.

### Życie prywatne
7 kwietnia 2018 wyszła za producenta muzycznego Andrzeja „Gromee’ego” Gromalę. Mają troje dzieci: Franciszka (ur. 28 października 2018), Helenę (ur. 11 października 2020) oraz Henryka Aleksandra (ur. 9 marca 2022).